# Philippe van Arnhem
Philippe van Arnhem (sinh ngày 24 tháng 8 năm 1996) là một cầu thủ bóng đá Hà Lan thi đấu ở vị trí tiền vệ cho AS Trenčín ở Fortuna Liga.

## Sự nghiệp câu lạc bộ
Van Arnhem gia nhập đội trẻ RKC/Willem II và kí hợp đồng 3 năm với RKC Waalwijk năm 2014. Anh trở thành cầu thủ ra mắt trẻ nhất của câu lạc bộ lúc 17 vào tháng 8 năm 2014 khi vào sân từ ghế dự bị trước Roda JC.